# موشه سفدی
موشه سفدی (به انگلیسی: Moshe Safdie)، معمار، نویسنده و طراح شهری کانادایی و اسرائیلی است. 
وی در ۱۴ ژوئیه سال ۱۹۳۸ در شهر حیفا (مستعمره انگلیس آن زمان و اسرائیل کنونی) به دنیا آمد. سپس در ۱۵ سالگی به همراه خانواده به کانادا مهاجرت کرد.

## آثار
از آثار او به پروژه Habitat۶۷ در مونترال کانادا می‌توان اشاره کرد.
مرکز هنرهای نمایشی کافمن از نمونه آثار او در امریکاست.

## نگارخانه

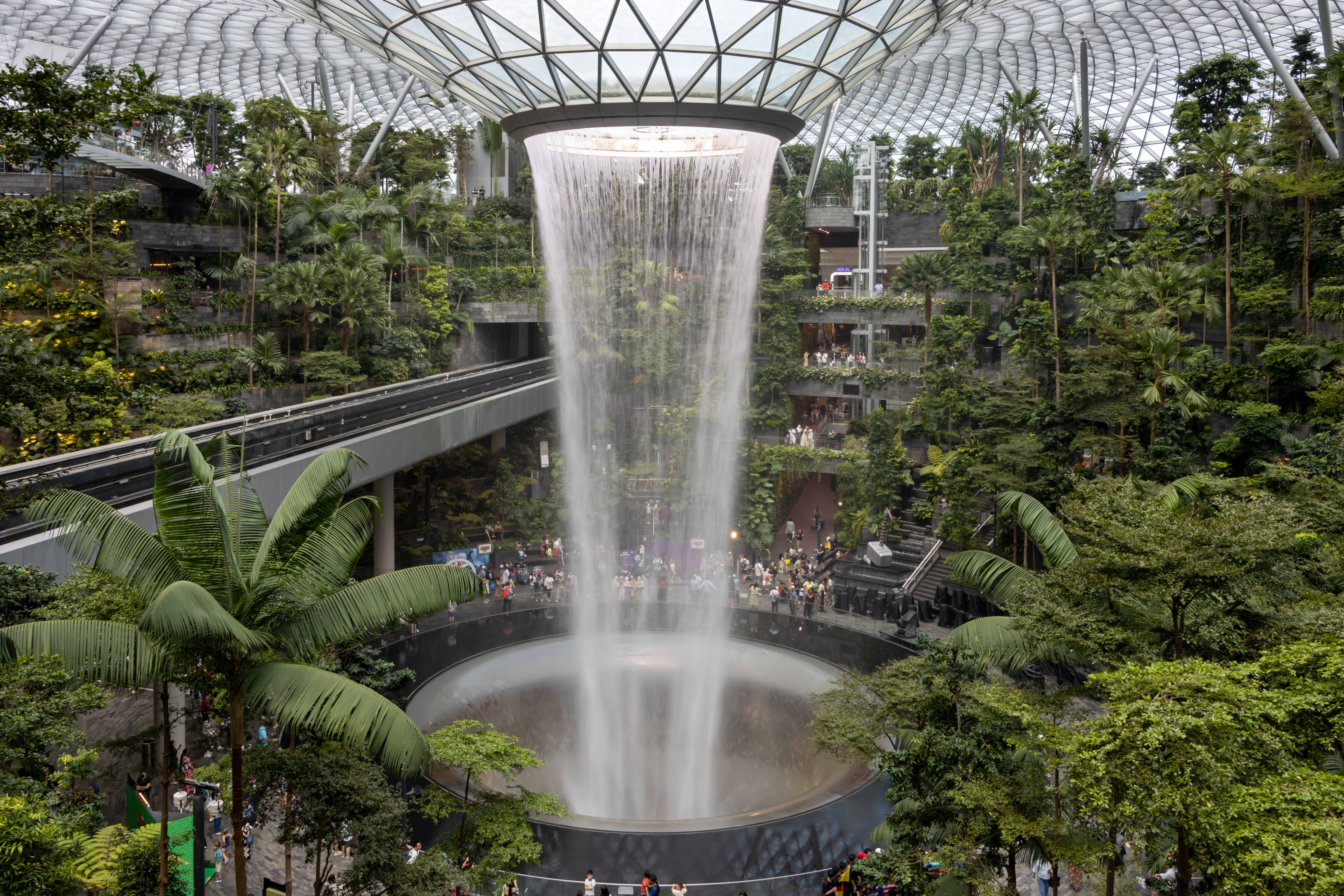
آبشار فرودگاه چانگی سنگاپور
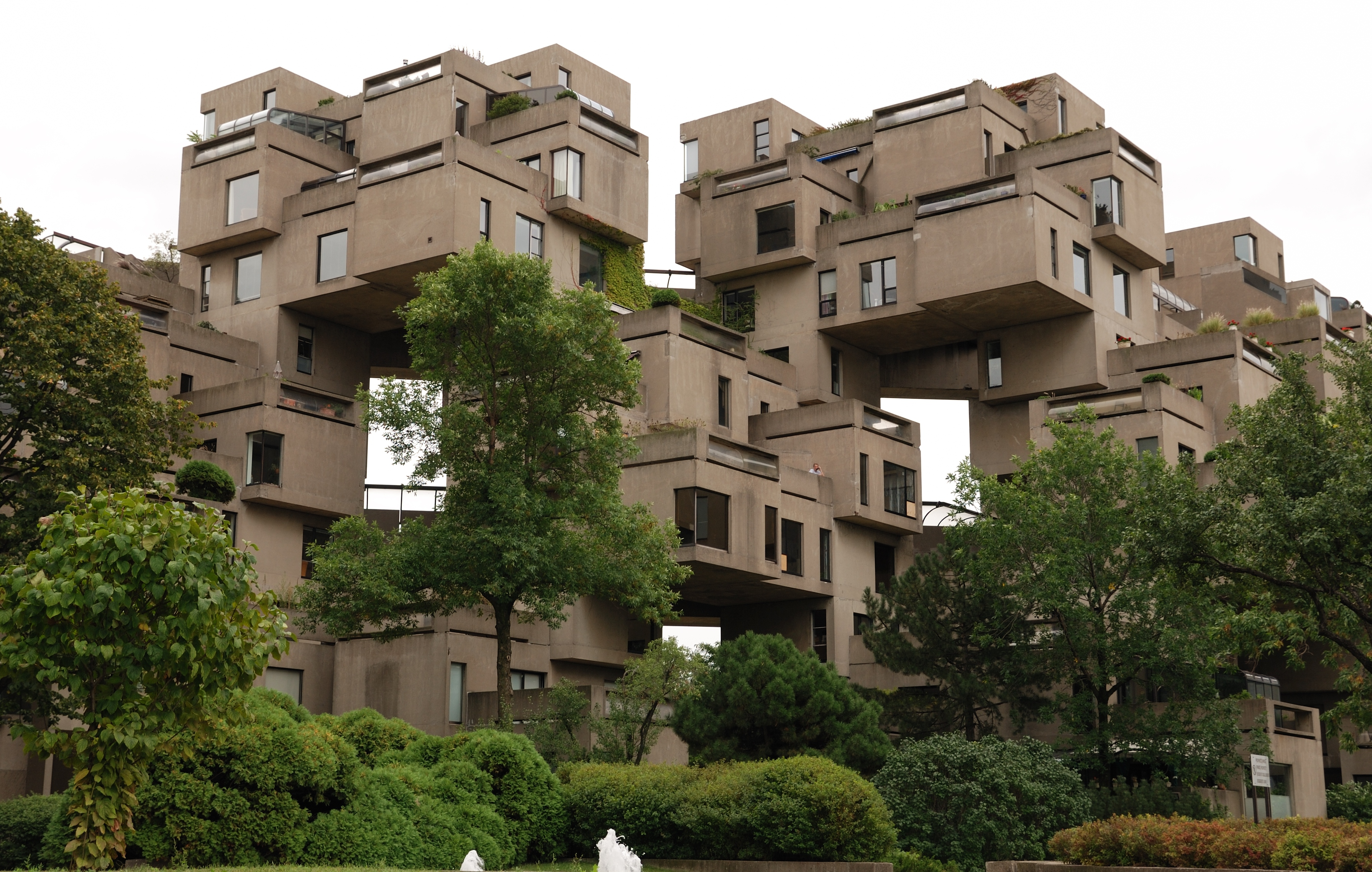
مجتمع مسکونی هبیتت ۶۷ در مونترآل
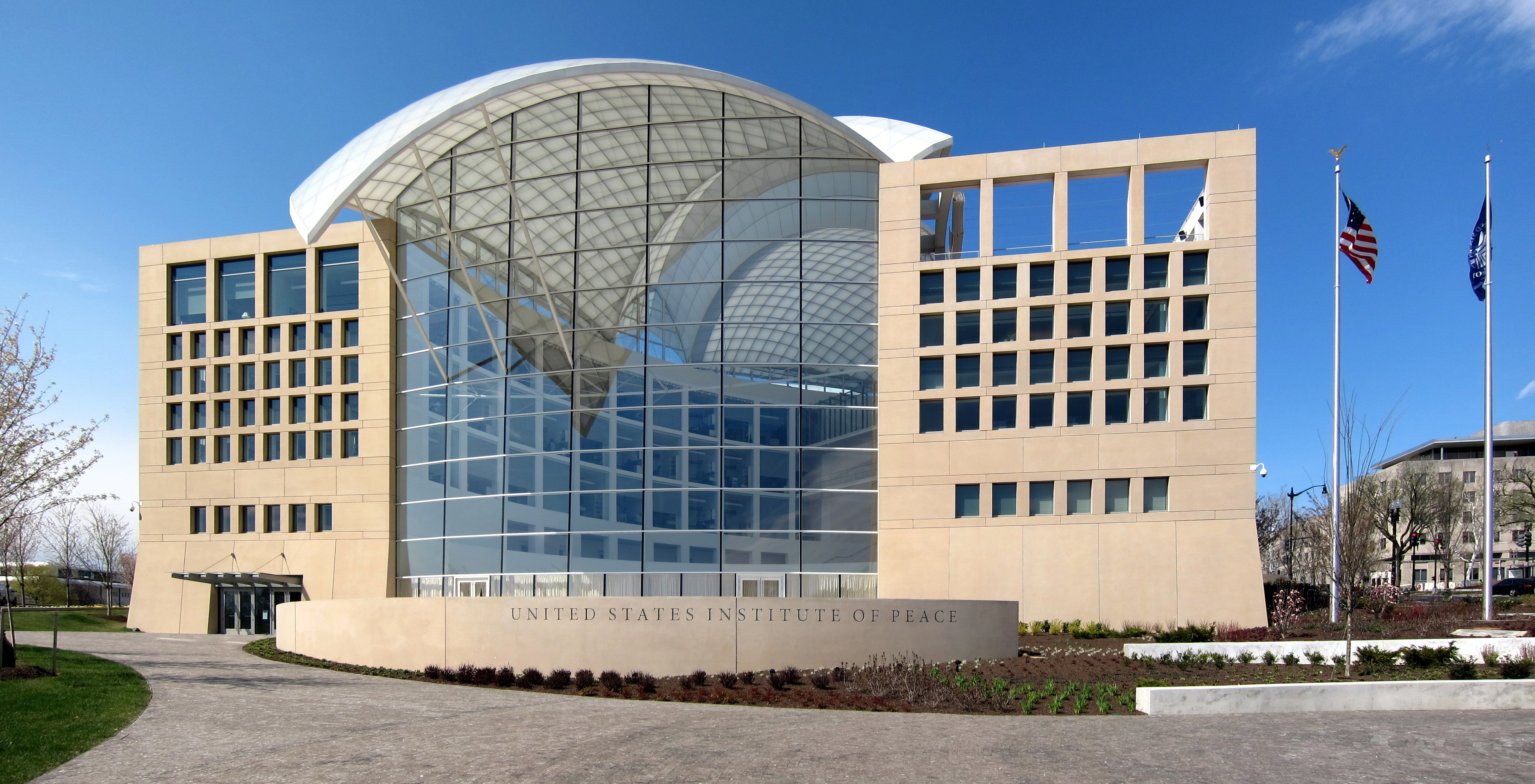
موسسه صلح ایالات متحده آمریکا در واشنگتن دی.سی.
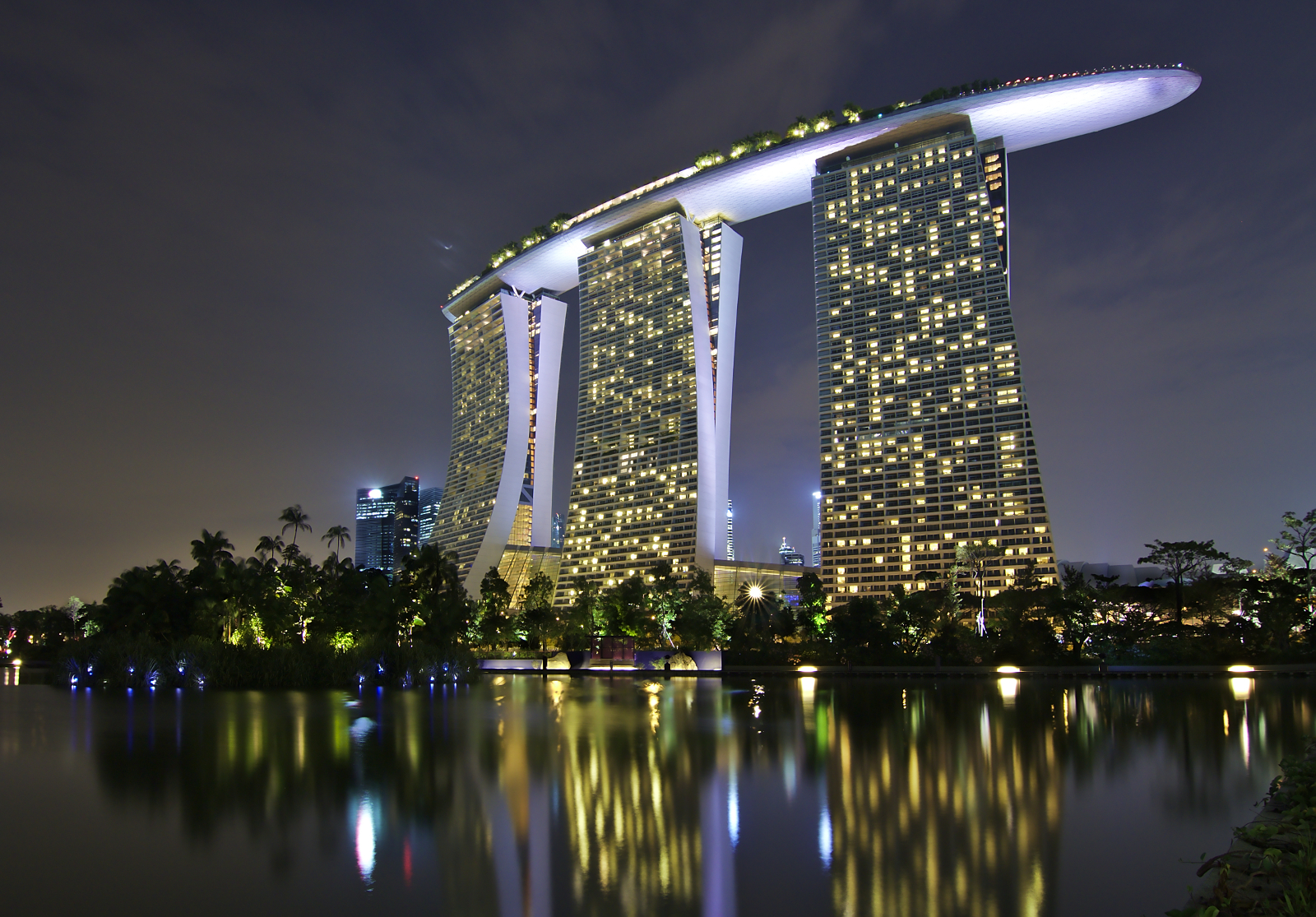
مارینا بی سندز در سنگاپور
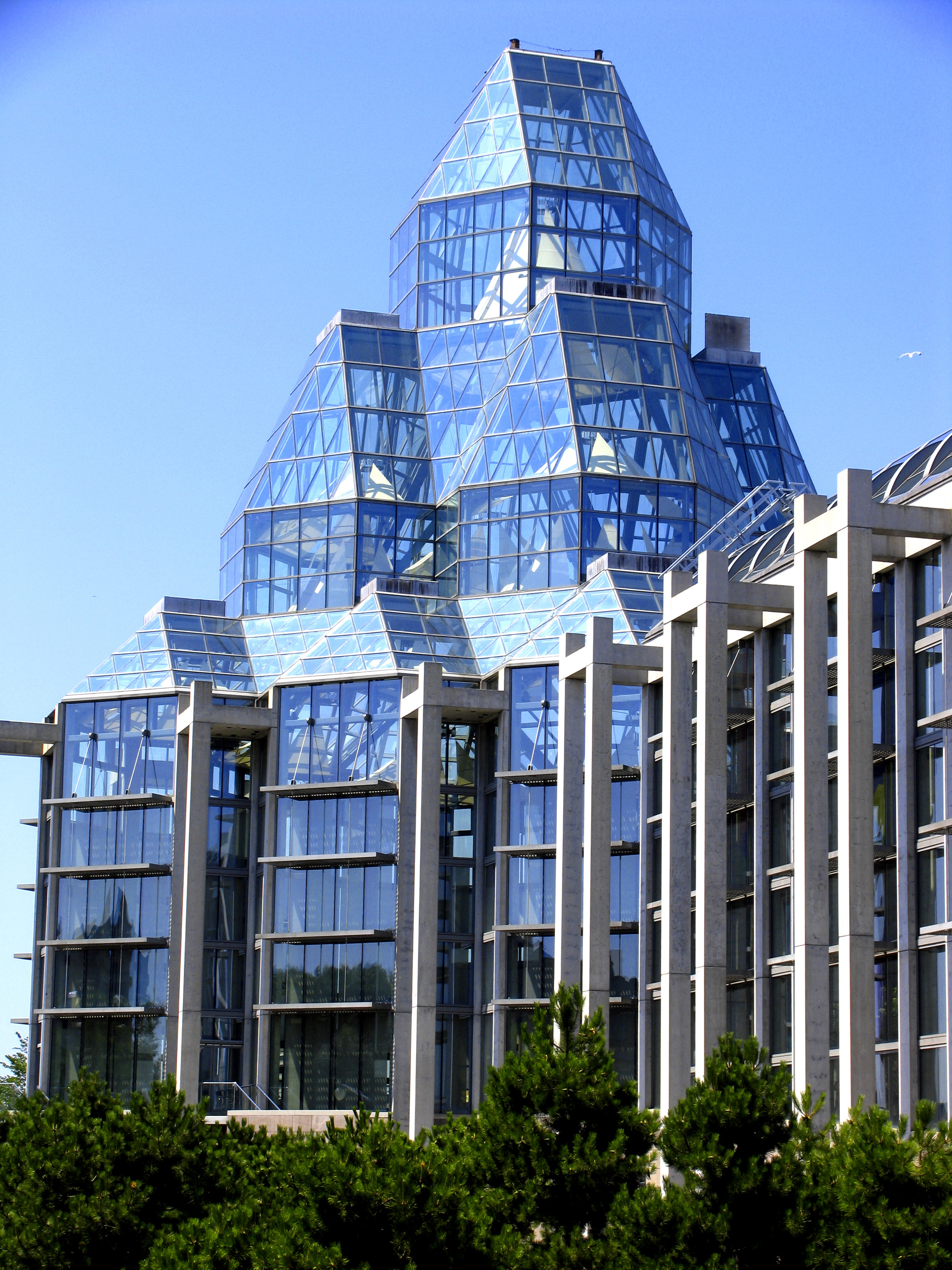
نگارخانه ملی کانادا در اتاوا
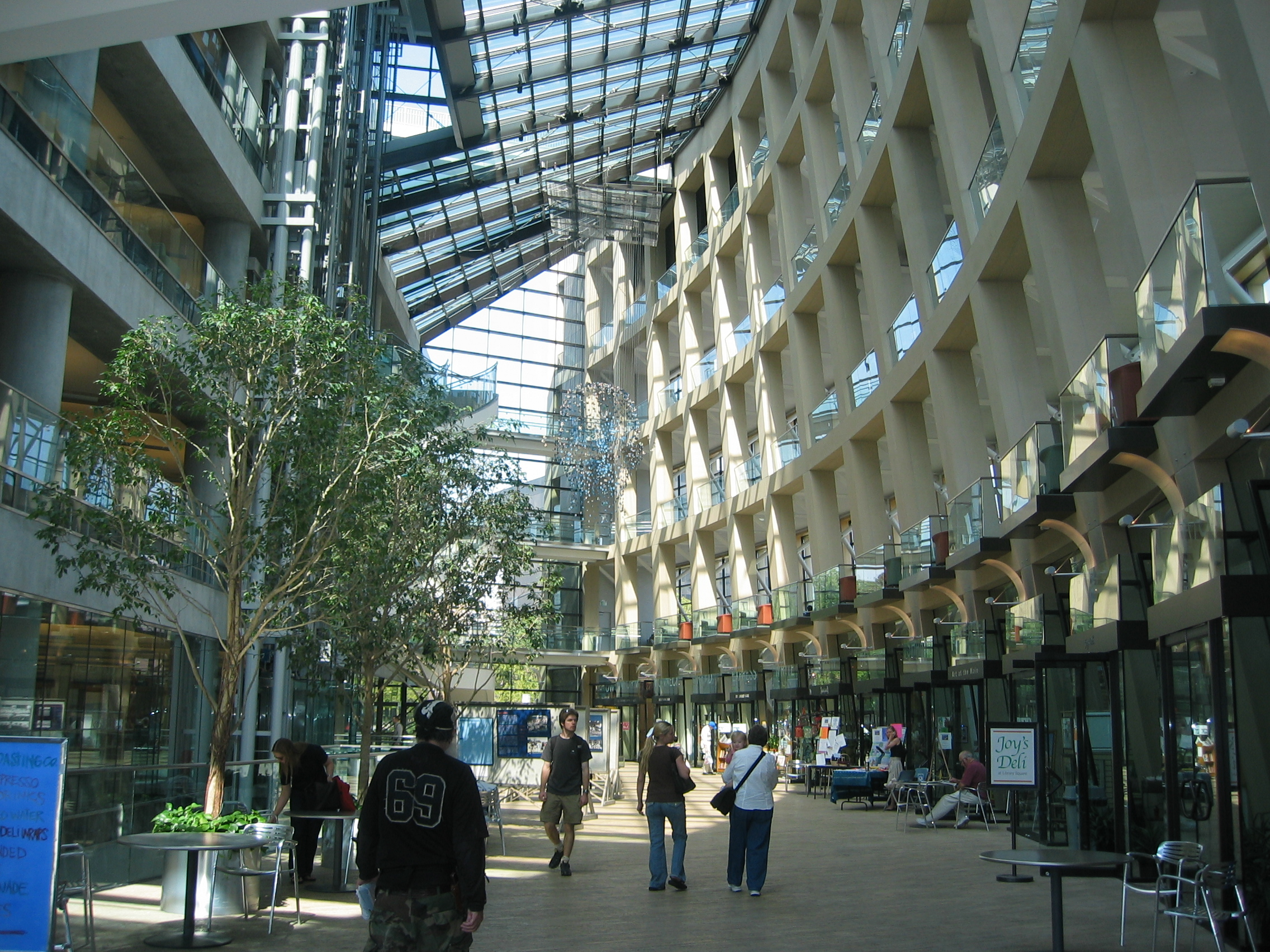
کتابخانه عمومی سالت‌لیک‌سیتی در یوتا
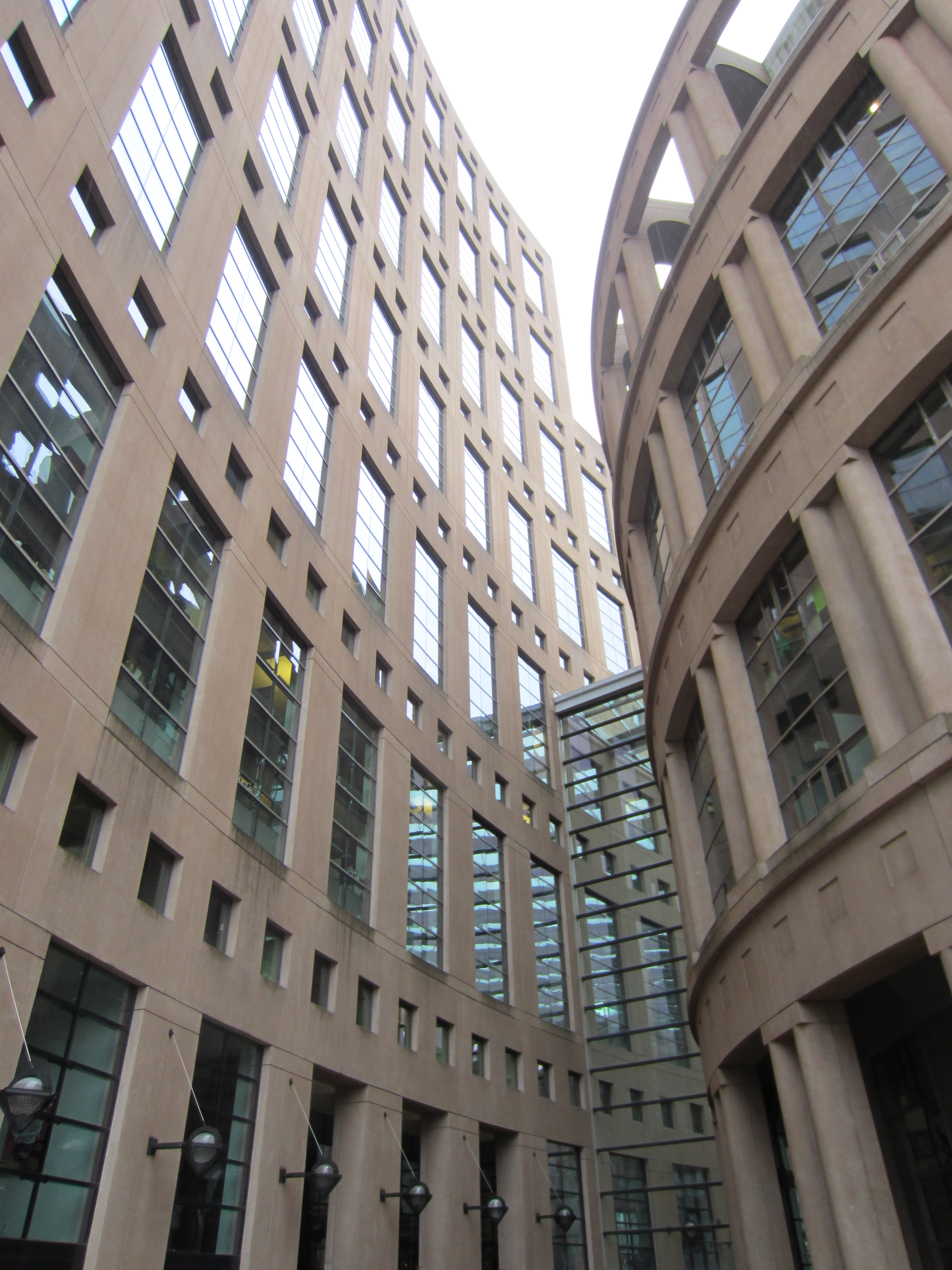
شعبه مرکزی کتابخانه عمومی ونکوور در بریتیش کلمبیا
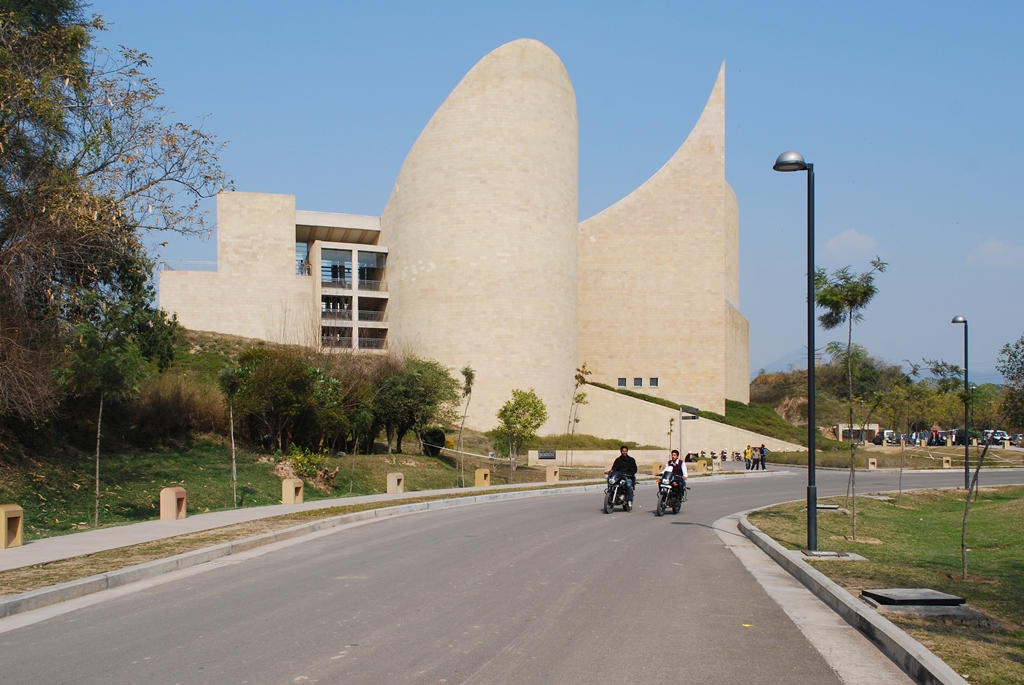
مجتمع یادبود خالسا در هند
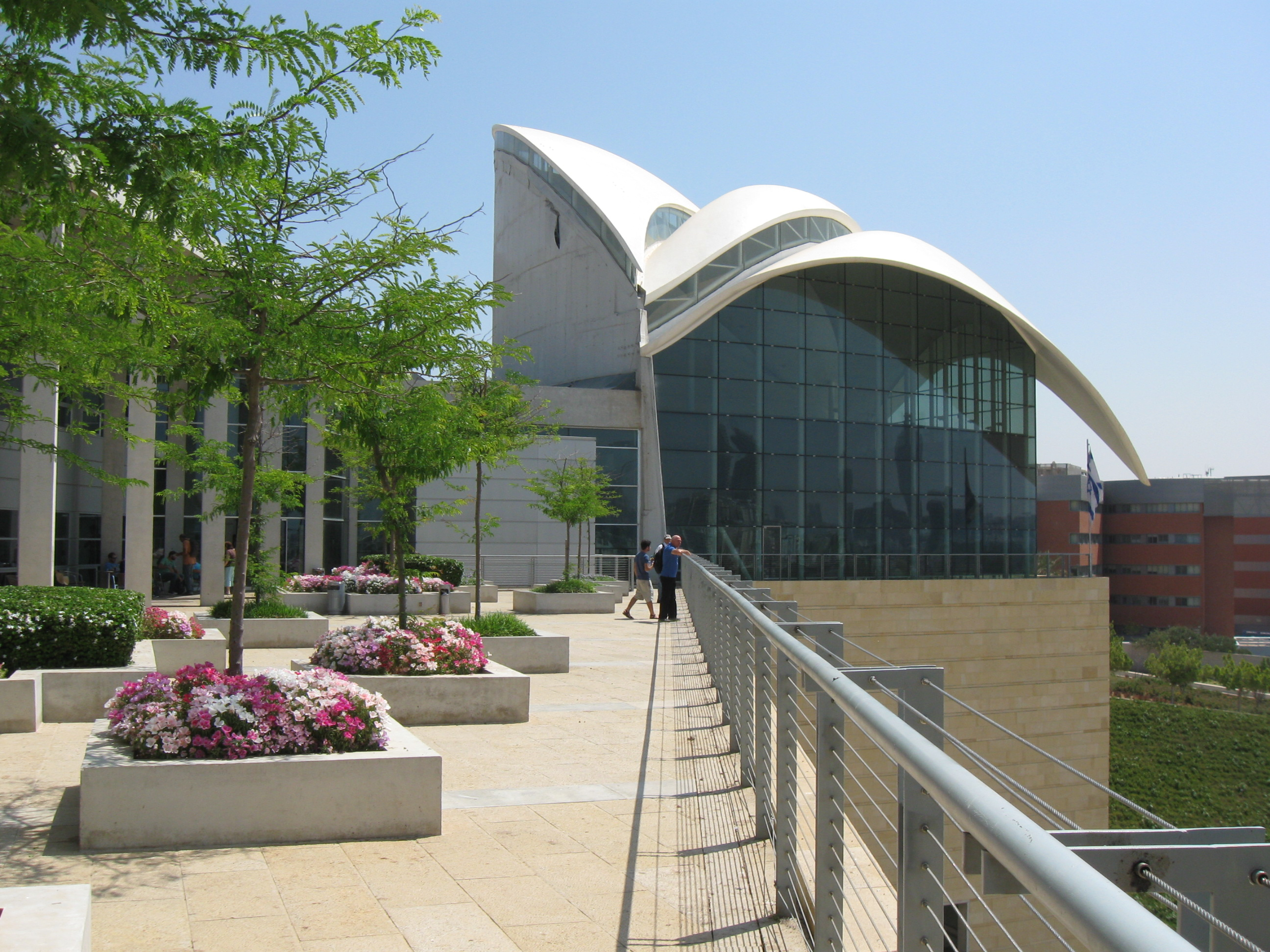
مرکز اسحاق رابین در اسرائیل
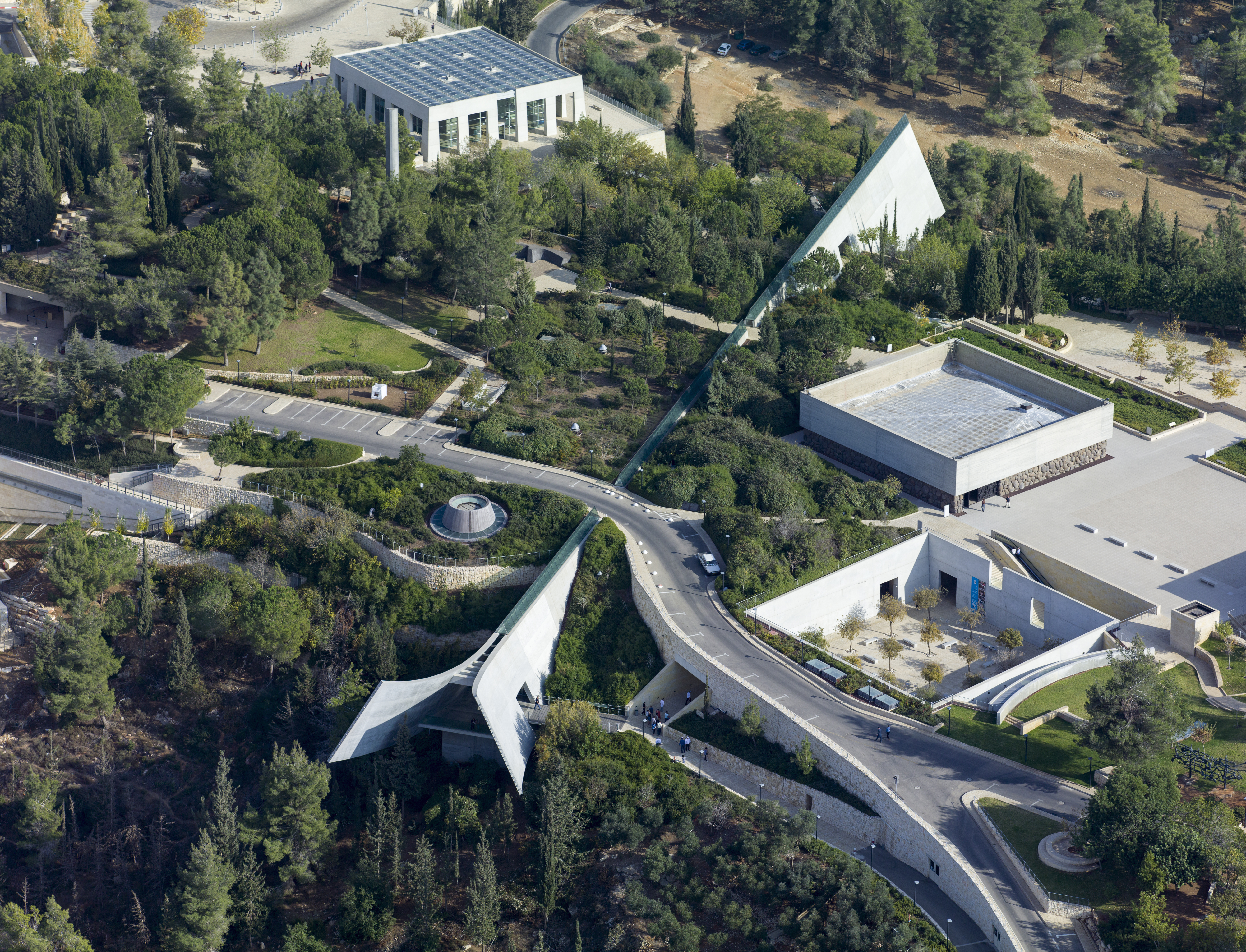
نگاره‌ای هوایی از موزه یادبود یَد و شِم که بر بلندای «تپه یادبود» در اورشلیم، اسرائیل واقع شده‌است.
مجموعه توسط موشه سفدی، معمار برجستهٔ کانادایی-اسرائیلی، طراحی شده‌است.